# Canal de Charras
Le canal de Charras est situé dans le centre-ouest de la Charente-Maritime, au nord de la Charente dont il est un tributaire et draine le marais de Rochefort.
Ce canal de dessèchement destiné à drainer le marais de Rochefort correspond aux cours inférieurs de la Gères — qui a été canalisé une première fois pendant le Moyen Âge — et de la Devise ; les travaux de construction ont seulement été achevés au début du XIXe siècle, en 1812. C'est un canal qui n'est pas navigable.

## Les données hydrographiques

### Description sommaire du canal de Charras
Faisant partie du cours inférieur de la Gères depuis le site du Gué Charreau, à l'intersection des communes de Saint-Germain-de-Marencennes et de Landrais, et du cours inférieur de la Devise, le canal de Charras fait partie du bassin hydrographique de la Charente étant un tributaire de ce fleuve, sur sa rive droite, en aval de Rochefort, plus précisément dans la partie orientale de la commune de Saint-Laurent-de-la-Prée, au lieu-dit de Charras.
C'est à partir du site du Gué Charreau que le cours d’eau de la Gères est canalisé. Quelques kilomètres plus en aval, il reçoit sur sa rive gauche les eaux de la petite rivière la Devise et c‘est à partir de cette confluence qu'il reçoit dès lors le nom de Canal de Charras jusqu’à sa confluence avec la Charente. Entre les cours inférieurs de la Gères et de la Devise, le canal irrigue le marais de Muron qui est une partie septentrionale du marais de Rochefort. 
Drainant le marais de Rochefort dans toute sa longueur, ses eaux douces ou salées sont régulées par un système hydraulique comportant des écluses.

### Parcours du canal de Charras

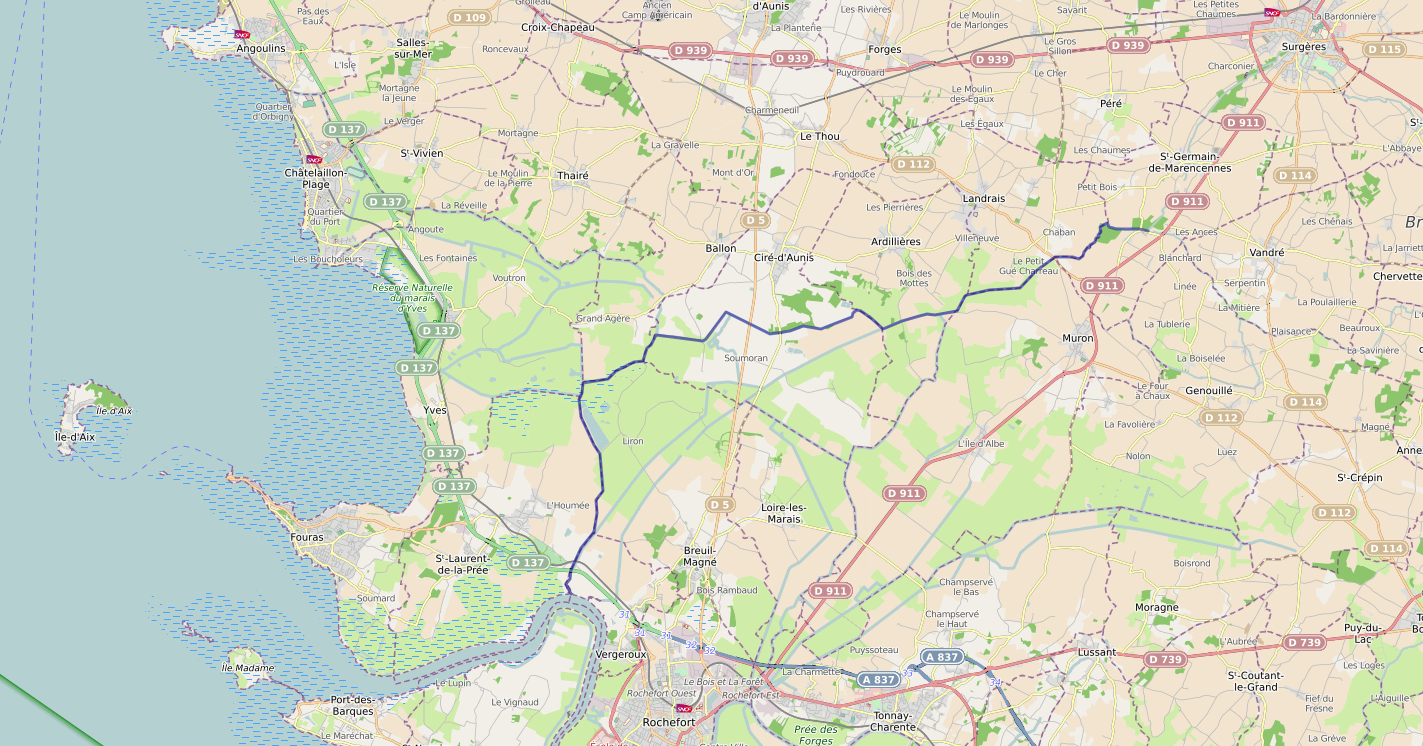
Le canal (en bleu)

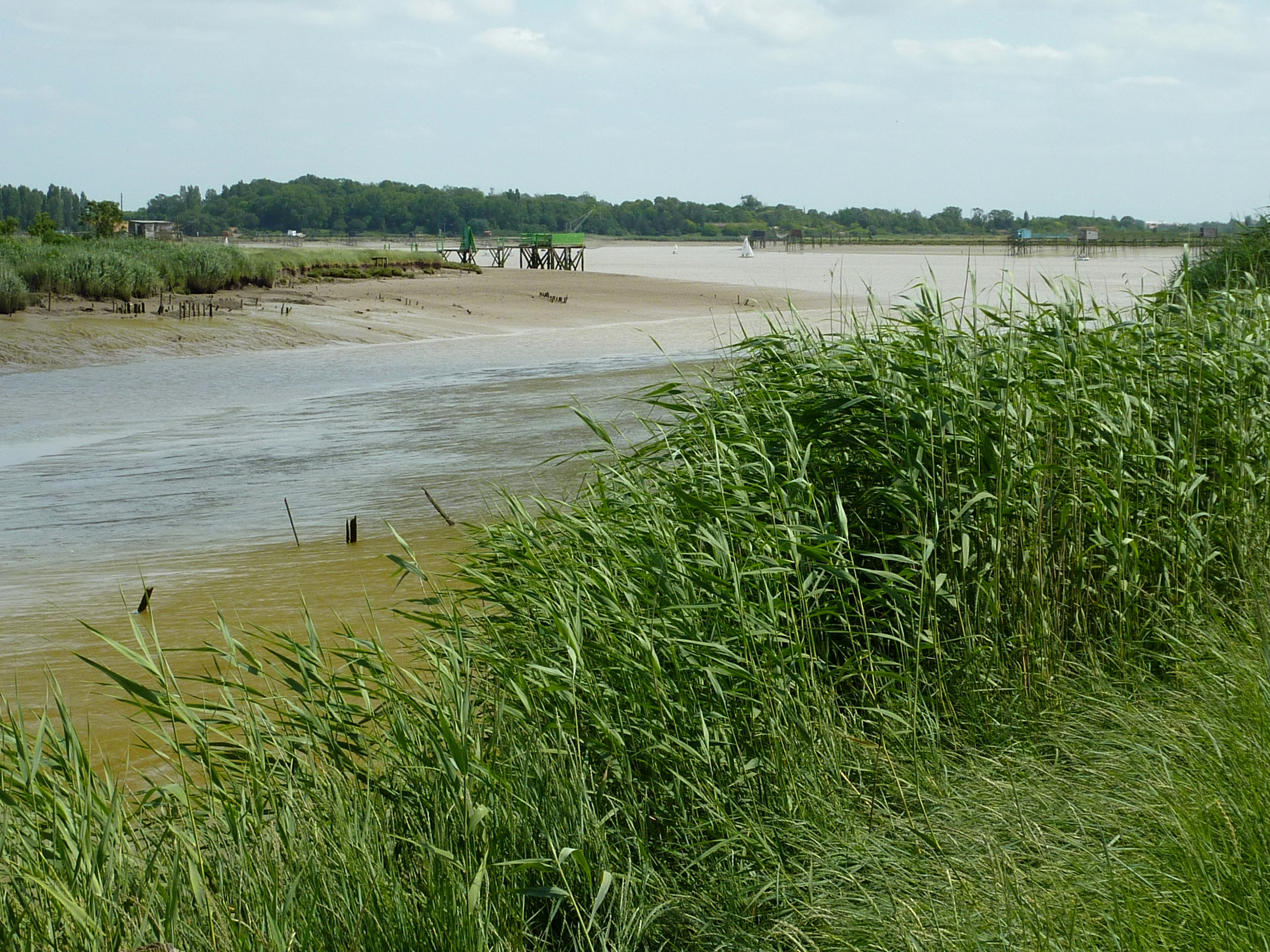
Le canal à sa confluence avec la Charente

Après que la Gères ait arrosé Surgères, puis Saint-Germain-de-Marencennes, son cours devient canalisé. C’est alors que commence au lieu-dit Le Gué Charreau, également situé dans la commune de  Landrais, le canal de Charras dont l'altitude n'est plus que d'un mètre seulement. 
Le cours canalisé draine le marais de Rochefort dans une direction nord-est/sud-ouest, puis prend une direction sud en direction de son lieu de confluence jusqu’aux portes à flot de Charras sur la commune de Saint-Laurent-de-la-Prée où il communique avec la Charente.
Le canal de Charras a joué un rôle éminent en matière de salubrité tant le marais de Rochefort avait la réputation d'être un foyer de paludisme et, pendant plus d'un siècle, il a contribué au dessèchement de ce vaste marais. Cependant, dans le domaine agricole, il est de peu d'utilité, surtout en matière d'irrigation « car les rivières qui l'alimentent, la Gères et la Devise, n'ont qu'un faible débit ».
Aujourd'hui, « Des écluses permettent l'utilisation du canal comme régulateur du régime des eaux pour l'agriculture ». Ainsi, cet important collecteur a deux fonctions :
- de la fin de l’automne jusqu’au début du printemps, il évacue les eaux de ruissellement tombées sur son bassin versant,
- de la fin de printemps jusqu’à l’automne, il sert à constituer une réserve d’eau susceptible d’alimenter les marais de part et d’autre de son lit.

C’est un site idéal pour les sorties en famille. Il peut être longé à pied en continu sur sa rive droite.
Avec 19,430 kilomètres de longueur ou 20,7 km selon une autre source, il est le troisième canal de Charente-Maritime, se classant après le canal de la Charente à la Seudre et le canal de Marans à La Rochelle, mais précédent le canal du Curé qui en occupe le quatrième rang. 
Le canal de Charras est entièrement pris en charge par l'UNIMA, un puissant syndicat des marais de la Charente-Maritime qui a, à la fois, la maîtrise  du service hydrologique et l'aménagement des marais du département.

### Les sept communes traversées par le canal de Charras
Ce canal traverse trois cantons, tous situés dans l'arrondissement de Rochefort, en Charente-Maritime, ce qui représente sept communes du lieu de canalisation du cours de la Gères jusqu'à la confluence avec la Charente.
- Canton de Surgères
  - Saint-Germain-de-Marencennes
- Canton de Tonnay-Charente
  - Muron (le canal sert de limite communale)
- Canton d'Aigrefeuille-d'Aunis
  - Landrais (début du Canal de Charras au site du Gué Charreau)
  - Ardillières (limite communale)
  - Ciré-d'Aunis (sur une importante portion communale)
- Canton de Rochefort-Nord
  - Breuil-Magné
  - Saint-Laurent-de-la-Prée (site de confluence  avec la Charente au lieu-dit la Prée Salée en aval de Rochefort)

Quelques photos du canal
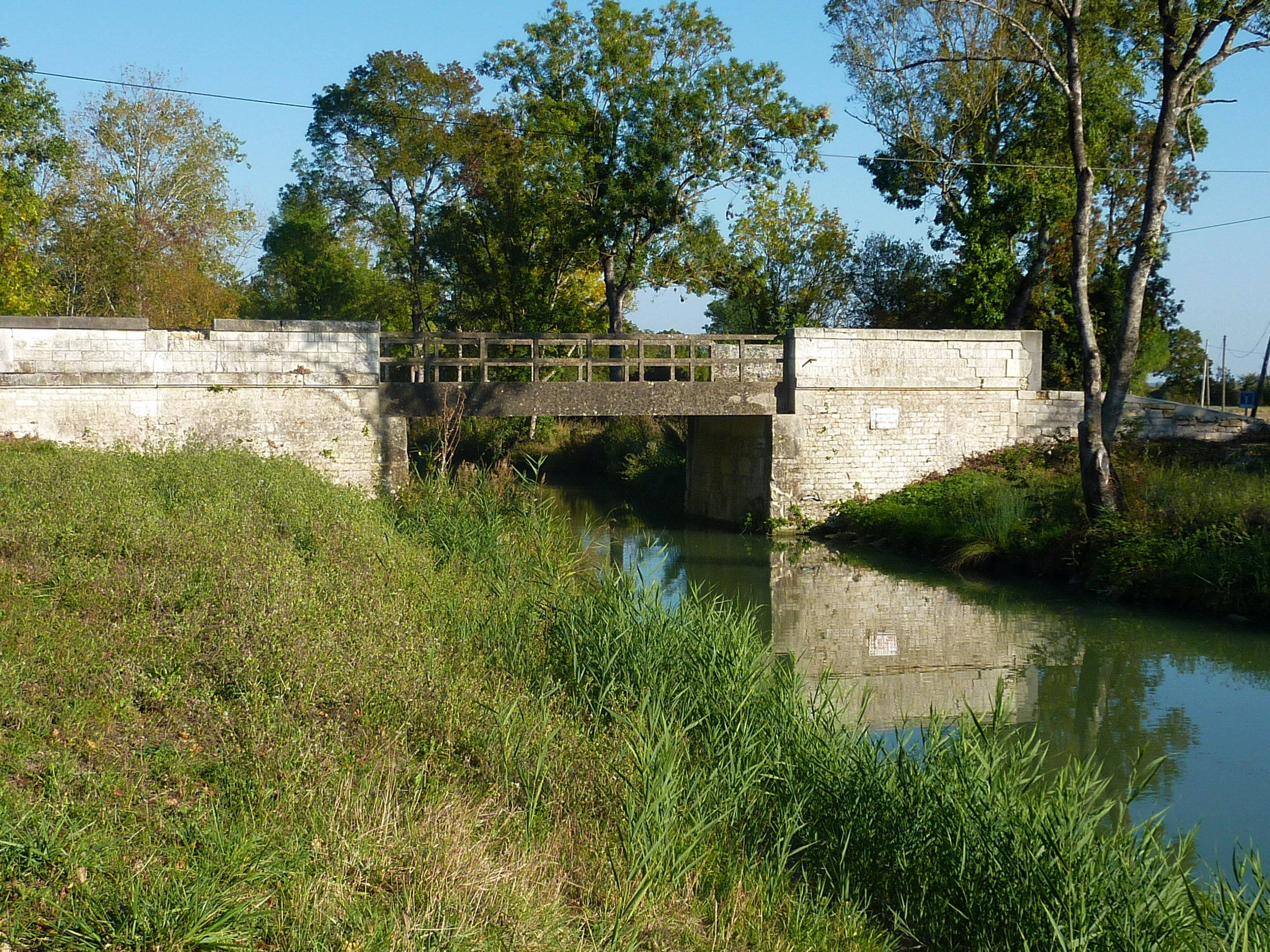
Pont sur le canal - commune de Ciré-d'Aunis
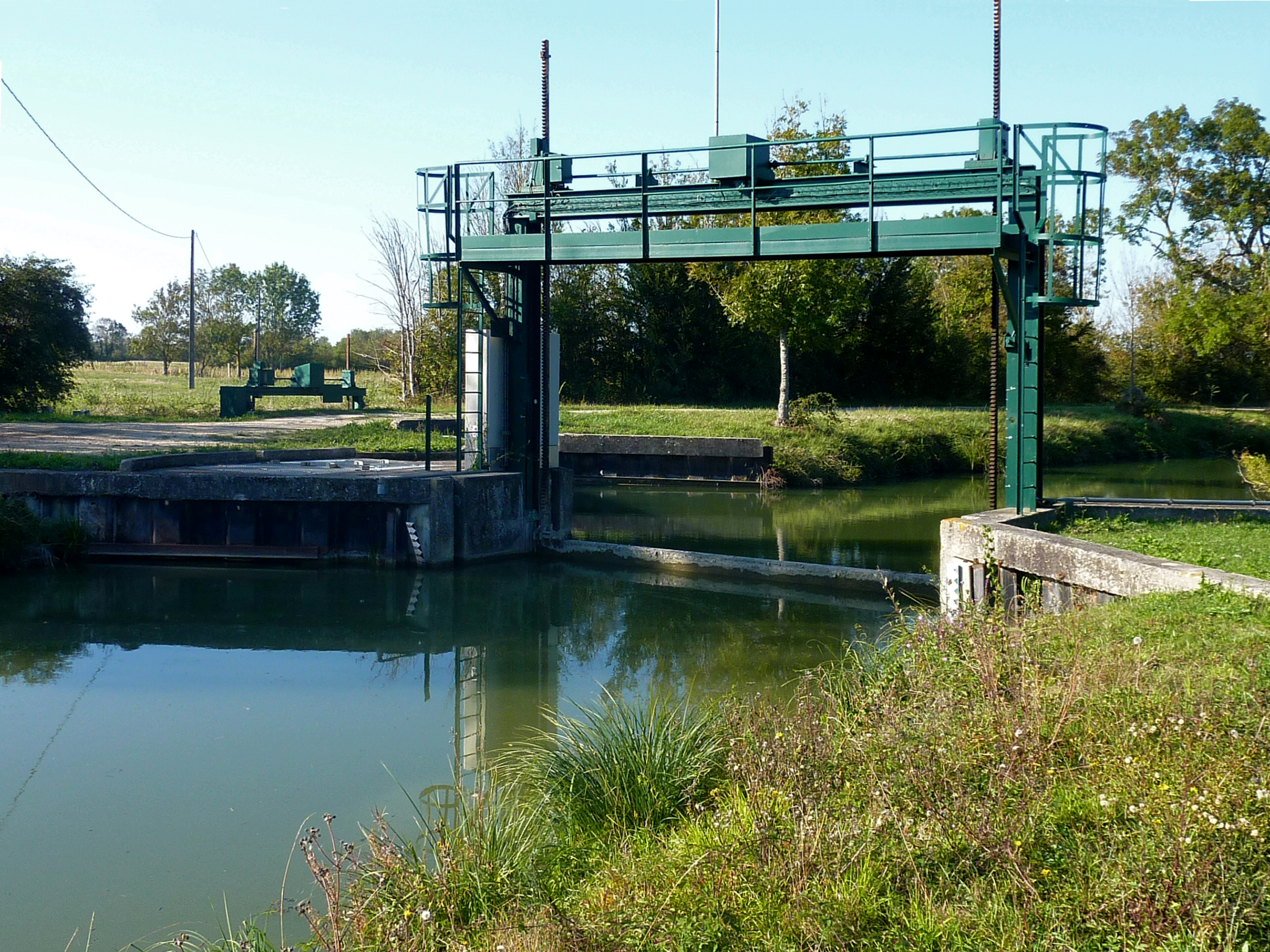
Vanne de Suze aussi appelée vanne de la Pelle Rouge - Ciré-d'Aunis
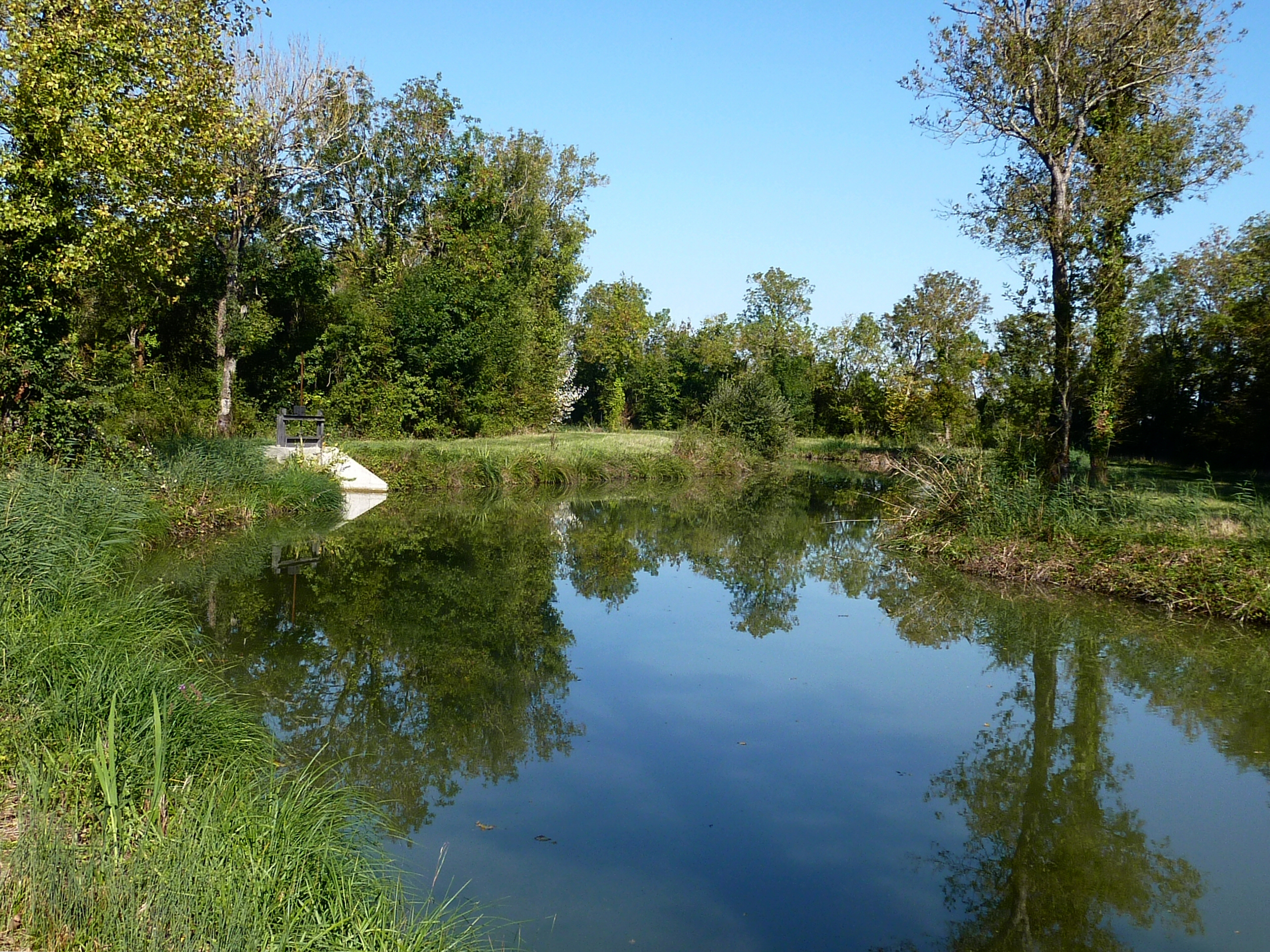
Ecluse de la Tête de Loup - commune de Breuil-Magné
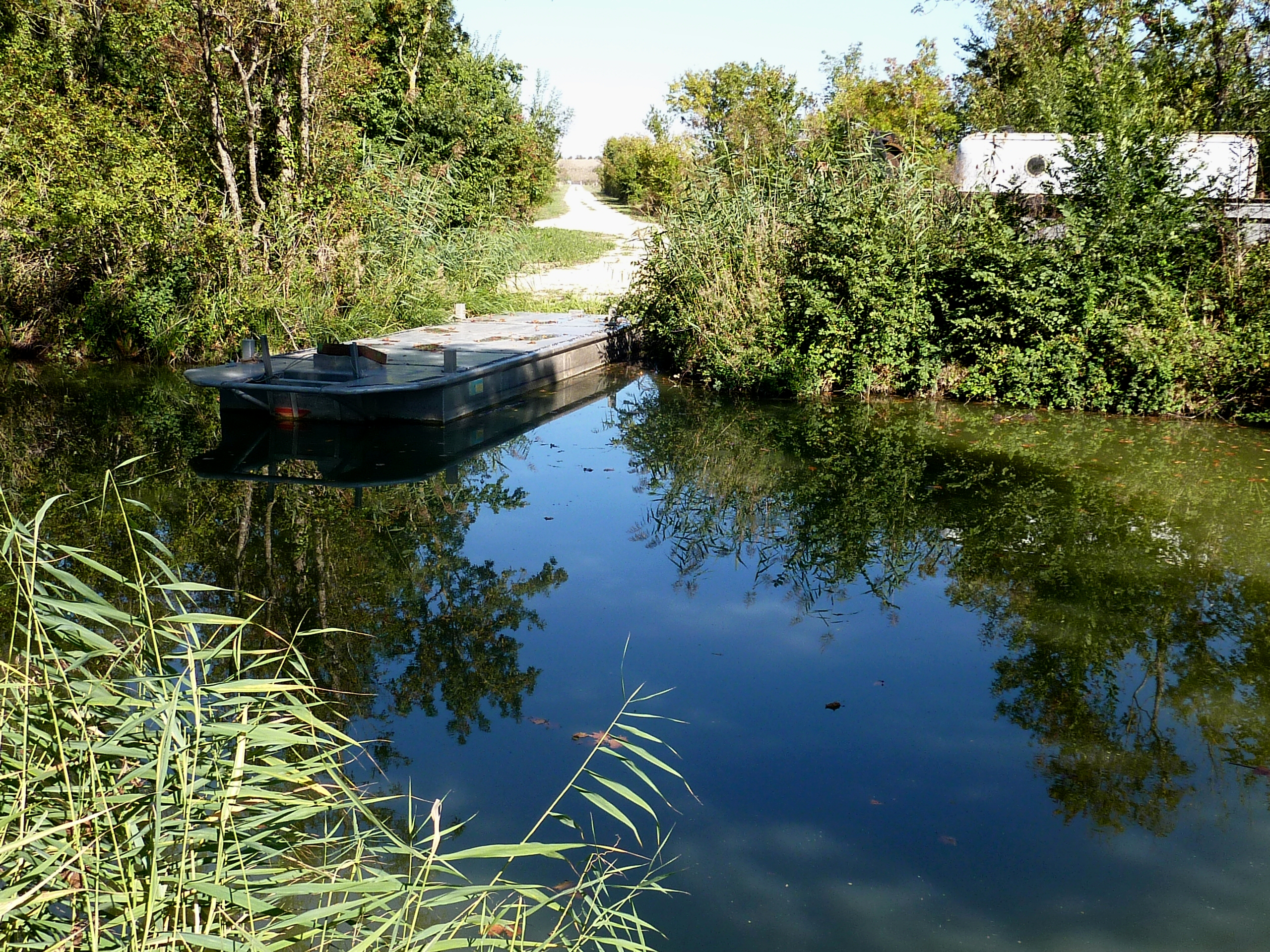
Bac à câble pour traverser le canal - commune de Breuil-Magné
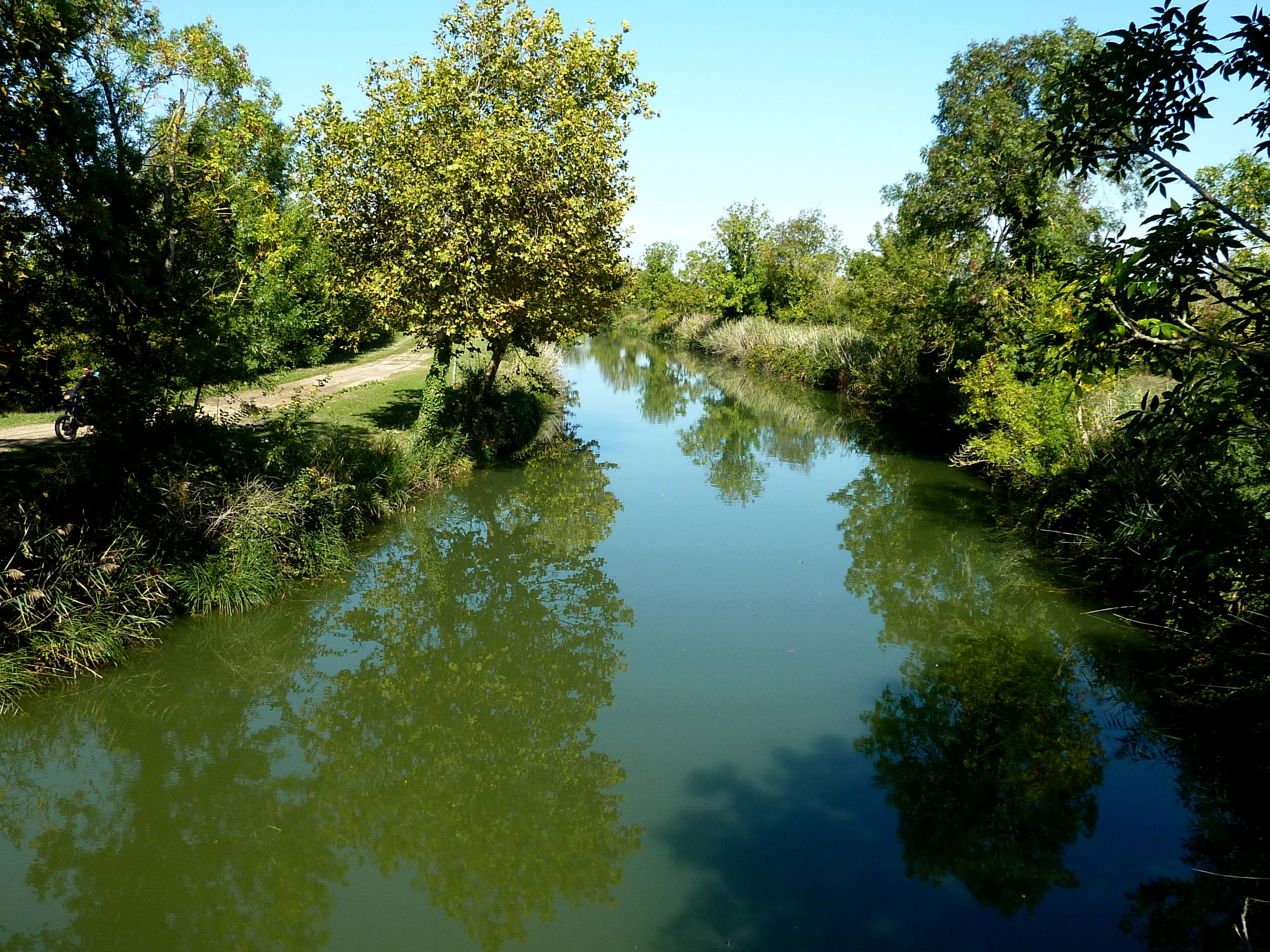
Vue du canal en amont de la dernière écluse - Saint-Laurent-de-la-Prée
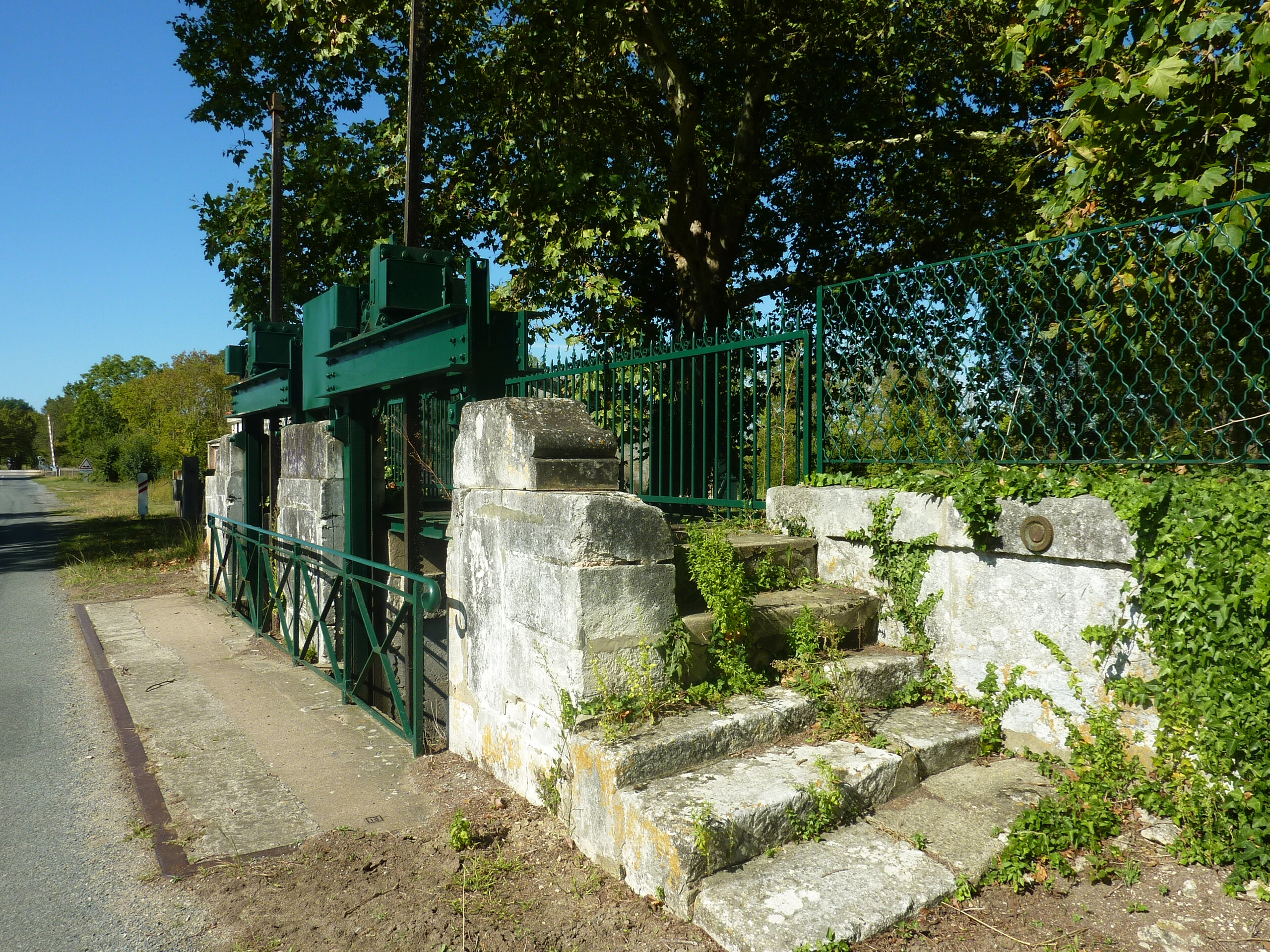
Dernière écluse ou porte à marée au lieu-dit Charras - Saint-Laurent-de-la-Prée
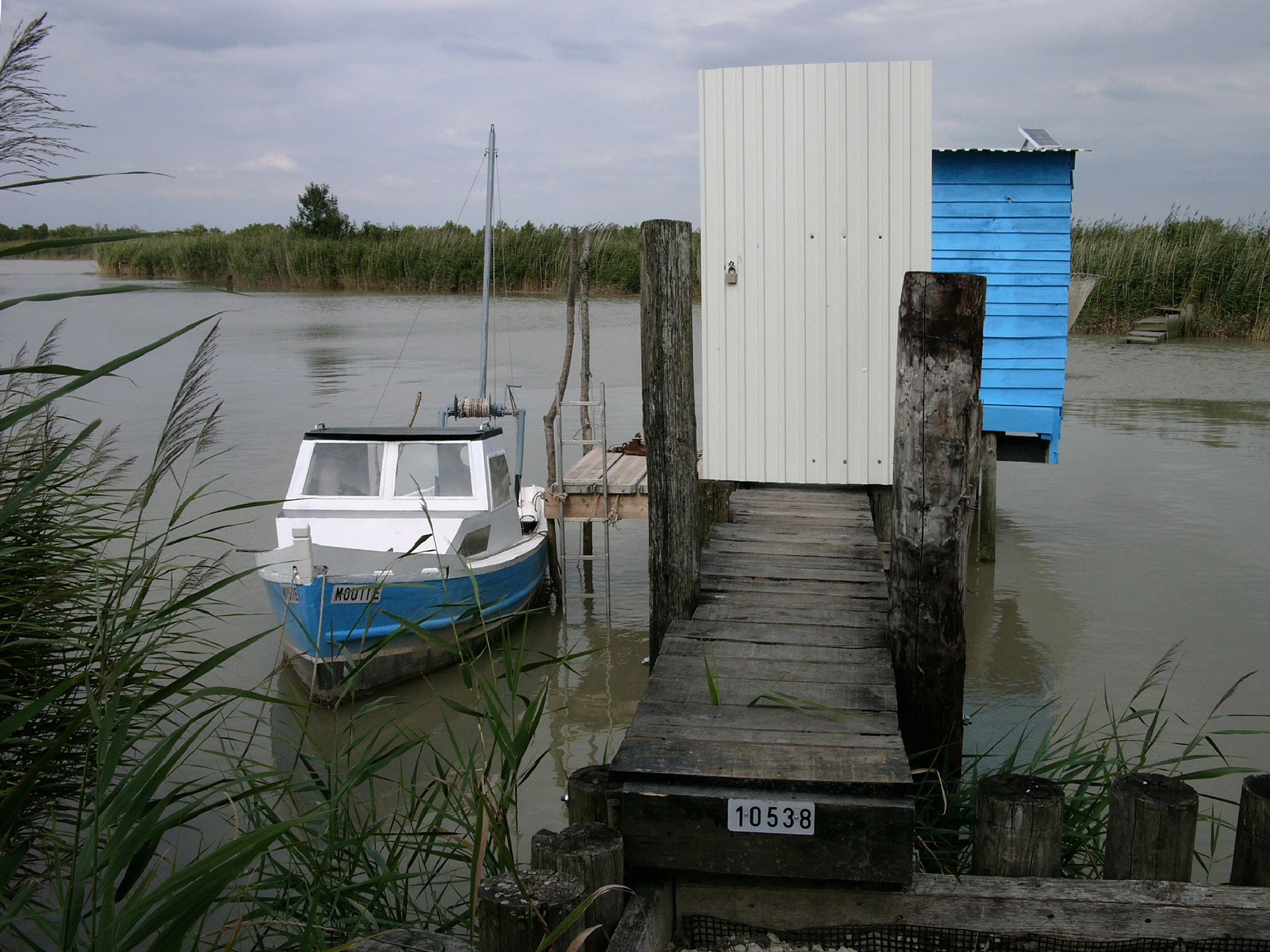
Ponton de pêche sur le canal près de la Charente - Saint-Laurent-de-la-Prée

## Hydronyme
Le nom du canal de Charras proviendrait d'un terme latin, hérité de la période de l'occupation gallo-romaine, la charre qui signifie une voie romaine sur laquelle passaient de nombreux chars romains et des chariots pour le transport des marchandises ou des passagers[Information douteuse]. C'est d'ailleurs cet hydronyme qui serait à l'origine du nom de la rivière de la Gères. Mais il semble que cette interprétation ne fait pas l'unanimité.
Quant au Gué Charreau, site où commence le canal de Charras, son toponyme provient du latin carrus signifiant char et indique que le gué traversé par un pont sur la rivière, donnant à une voie de passage fréquentée, était utilisé par les chariots et les charrettes.

## Bref historique
Le cours inférieur de la Gères a été canalisé au Moyen Âge, à partir du site du Gué Charreau, afin de concurrencer les ports de Tonnay-Charente, sur la Charente, et de Saint-Jean-d'Angély, sur la Boutonne, alors grands centres de la batellerie médiévale qui tiraient leurs richesses de l'expédition des vins, des bois et des denrées agricoles. C'est ainsi qu'en 1311, au temps de Philippe le Bel, un port et un canal directement relié à la Charente ont été établis par Guillaume Maingot, alors seigneur de Surgères. Mais l'exploitation du port fluvial du Gué Charreau a été abandonnée par un décret royal établi par Philippe de Valois en 1345 à la demande des seigneurs très influents de La Rochelle et de Saint-Jean-d'Angély qui s'étaient opposés à ce projet dès le départ.
Le site portuaire tomba rapidement en désuétude et ce n'est que quatre siècles plus tard environ que des travaux de construction d'un canal sur les cours inférieurs de la Gères et de la Devise furent envisagés, notamment dans le cadre d'un aménagement du marais de Rochefort.
Le creusement du canal fut donc entrepris au début du XVIIIe siècle, à partir de 1710 mais, faute de crédits suffisants, les travaux furent interrompus.
Plus d'un demi-siècle plus tard, ces travaux ont été repris sous l'impulsion énergique de l'intendant de Reverseaux en 1782. Les travaux d'assèchement du marais de Rochefort furent menés à bien en même temps que s'achevait la construction du canal de Charras, avec les ingénieurs Toufaire et Guisant. Mais ils furent à leur tour interrompus en 1789 à cause des évènements de la Révolution.
Ils étaient accomplis aux trois-quarts quand les travaux du canal furent repris en 1809 pour être cette fois achevés quasi définitivement en 1812 sous l'élan de l'ingénieur Masquelez.
C'est en 1824, pendant la Restauration, qu'eut lieu la fondation d'un des premiers syndicats de marais sous l'impulsion du sous-préfet de Marennes, Le Terme. Cette création eut d'importantes répercussions sur l'aménagement des marais charentais. Les travaux d'assèchement du marais de Rochefort furent de nouveau repris après l'interruption due aux guerres napoléoniennes. À partir de cette date est créé le syndicat du Marais tributaire du canal de Charras, faisant partie d'une des quatre entités hydrauliques du marais de Rochefort. Cet aménagement du canal de Charras avait permis l'assèchement des prés et favorisé l'élevage laitier à partir de la fin du XIXe siècle et au début du siècle suivant, notamment à Saint-Laurent-de-la-Prée.
Les travaux d'assèchement du marais autour du canal de Charras ont été repris en 1978 sous l'égide de l'UNIMA. Les aménagements de ce canal ont ainsi permis l'assainissement de 33 000 hectares de marais et l'irrigation de 26 000 hectares d'autres terres de marais. Il s'agit d'une des plus grosses opérations d'aménagement hydraulique  et de génie rural entreprise dans le marais de Rochefort.